# Now That's What I Call Music! 76
Now That's What I Call Music! 76 es un álbum recopilatorio de dos discos que fue lanzado el 19 de julio de 2010 en Reino Unido. El álbum es la septuagésima sexta edición de la serie Now That's What I Call Music! y está disponible en formatos de CD y descargable.
Now 76 incluye diez canciones que alcanzó el número uno en el UK Singles Chart: "California Gurls", "The Club is Alive", "OMG", "Gettin' Over You", "Nothin' On You", "Good Times", "Dirtee Disco", "We No Speak Americano", "This Ain't a Love Song", y "Once". Con 46 canciones en el álbum, siendo la edición más grande de la serie de compilaciones hasta la fecha.
Este álbum recopilatorio Now incluye apariciones doble de David Guetta, Dizzee Rascal, Justin Bieber y Pitbull. Fergie y Will.I.Am también tienen dos apariciones, ambos aparecen como miembros de los Black Eyed Peas y cuentan con Usher y David Guetta.
La versión de "Wavin' Flag" de K'naan incluida aquí es la versión original de la canción, a pesar de que la 2010 World Cup Celebration Mix fue publicada como sencillo en abril, alcanzando el puesto 2 en las listas.

## Lista de canciones

### Disc 1
1. Katy Perry con Snoop Dogg : "California Gurls"
2. Enrique Iglesias con Pitbull : "I Like It"
3. JLS : "The Club Is Alive"
4. Usher con will.i.am : "OMG"
5. David Guetta & Chris Willis con Fergie & LMFAO : "Gettin' Over You"
6. Kylie Minogue : "All the Lovers"
7. Professor Green con Lily Allen : "Just Be Good to Green"
8. B.o.B con Bruno Mars : "Nothin' on You"
9. Lady Gaga : "Alejandro"
10. Cheryl Cole : "Parachute"
11. Rihanna : "Te Amo"
12. Roll Deep : "Good Times"
13. Kelly Rowland con David Guetta : "Commander"
14. Dizzee Rascal : "Dirtee Disco"
15. Yolanda Be Cool & DCUP : "We No Speak Americano"
16. Inna : "Hot"
17. Edward Maya con Vika Jigulina : "Stereo Love"
18. Sean Kingston & Justin Bieber : "Eenie Meenie"
19. Miley Cyrus : "Can't Be Tamed"
20. Pixie Lott : "Turn It Up"
21. Justin Bieber con Ludacris : "Baby"
22. Iyaz : "Solo"
23. Timbaland con Justin Timberlake : "Carry Out"

### Disc 2
1. Plan B : "She Said"
2. Scouting for Girls : "This Ain't a Love Song"
3. K'naan : "Wavin' Flag"
4. Jason Derulo : "Ridin' Solo" (Explicit)
5. Alicia Keys : "Try Sleeping with a Broken Heart"
6. Fyfe Dangerfield : "She's Always a Woman"
7. Train : "Hey, Soul Sister"
8. Scissor Sisters : "Fire with Fire"
9. Diana Vickers : "Once"
10. Example : "Kickstarts
11. Swedish House Mafia con Pharrell : "One (Your Name)"
12. Black Eyed Peas : "Rock That Body"
13. Alexandra Burke con Pitbull : "All Night Long"
14. Aggro Santos con Kimberly Wyatt : "Candy"
15. Taio Cruz con Kesha : "Dirty Picture"
16. Chipmunk con Esmée Denters : "Until You Were Gone"
17. Skepta : "Rescue Me"
18. N-Dubz con Bodyrox : "We Dance On"
19. Robyn : "Dancing on My Own"
20. Florence + The Machine & Dizzee Rascal : "You Got the Dirtee Love" (Live at the Brit Awards 2010)
21. Kelis : "Acapella"
22. Tinie Tempah con Labrinth : "Frisky"
23. Pendulum : "Watercolour"